# 執行種兼
執行 種兼（しぎょう たねかね）は、戦国時代から安土桃山時代にかけての武将。江上氏の家臣。

## 出自
執行氏は伴氏の支流。肥前国櫛田宮の執行別当職を務めており、始めはそのまま「伴氏」を称していた。代々少弐氏に仕え、別当職でありながら武家としても活動しており、田手畷の戦いでは種兼の祖父・兼貞が少弐方の武人として活躍している。姓を「執行氏」に改めたのはこの兼貞からである。少弐氏没落後に兼貞は勢福寺城主・江上武種に仕え、孫の種兼も江上氏重臣となった。

## 略歴
執行直明の子として誕生。
永禄12年（1569年）、大友氏が龍造寺隆信を攻めるべく肥前へ侵攻してくると、主君・江上武種は大友氏に誼を通じた。このとき種兼は、江上重臣として牧吉種次と共に嫡男を（牧吉は次男を）大友氏へ人質に出している。翌元亀元年（1570年）の今山の戦いでも、武種に属して龍造寺氏と戦っている。
元亀2年（1571年）、龍造寺氏の攻勢が強まり、鍋島直茂を総大将とした征討軍が勢福寺城に攻め寄せてきたが、種兼は旗下の城原衆6-700名を自ら率いて龍造寺軍の撃退に貢献。その後、江上武種が龍造寺隆信の猛攻に屈し、隆信の子・家種を養子に迎えると家種に仕えた。その翌年の朝日山城の筑紫昭門討伐には家種の名代として出陣、自らが率いた城原衆300余のみで夜襲を仕掛けて城を落とした。この功により種兼は、隆信より200町を加増されている。
天正7年（1579年）、種兼はこの頃、大友氏の抑えとして筑前国の早良郡に在陣していたのであるが、荒平城の小田部鎮元と鷲岳城の大津留鎮忠が立花道雪に兵糧を請う。種兼は道雪の派した荷駄隊を迎えるべく出陣して来た小田部ら5-600余を在番の73名のみで奇襲、小田部と大鶴宗逸の両名を討ち取っている。天正12年（1584年）の沖田畷の戦いでも家種軍に属して出陣したが、隆信が討たれた混乱の中で、嫡男・種直、次男・種国、三男・信直や兄・頼兼ら多数の城原衆共々、討ち死にした。
子孫は、佐賀藩では着座として重臣の地位を占めた。